# Triplemanía XIII
Triplemanía XIII fue la edición número 13 de Triplemanía, evento de pago por visión de lucha libre profesional producido por la empresa mexicana Asistencia Asesoría y Administración. El evento se realizó el 15 de mayo de 2005 desde el Plaza de Toros Monumental "Nuevo Progreso" en Guadalajara, Jalisco.
Esta edición fue la primera y una vez en ser realizada en el Plaza de Toros Monumental "Nuevo Progreso" de Guadalajara, Jalisco.
También ha sido la tercera vez que un Triplemanía toca en el estado de Jalisco, junto con las Triplemanías II y III.

## Resultados
- El Ángel, Lady Apache, Sexy Francis y Mascarita Sagrada derrotaron a El Texano, Tiffany, Polvo de Estrellas y Mini Abismo Negro.
  - Mascarita sagrada hizo que Mini Abismo Negro se rindiera con una "Cerrajera" (llave de rendición).
- Moster (con chucky), Pirata Morgan y Tinieblas jr derrotaron a El Alebrije (con cuije), El Hijo de Aníbal y Tinieblas (con aluche), por medio de la descalificación.
  - El réferi descalificó a cuije (técnicos), porque cuije le hizo un "foul" a chucky, pero lo que el réferi no vio es que chucky le dio un "foul" a aluche y Pirata Morgan a Tinieblas.
- Electroshock, Intocable y CIMA derrotaron a Charly Manson, Mr. Águila y Hator.
  - Sima cubrió a Charly Manson después de que Juventud Guerrera lo golpeara con una silla.
  - Durante la lucha Juventud Guerrera intervino a favor de los técnicos.
- Psicosis y Nicho el Millonario terminaron en un empate, en un Extreme Rules Match por el nombre de PSICOSIS.
  - Durante la lucha Histeria intervino atacando a los dos luchadores, quedándose él con el contrato del nombre de PSICOSIS.
- El Zorro, Juventud Guerrera y El Animal derrotaron a Los Gringos Locos (Al Katrazz, The Predator y Apocalypse), en una lucha de México vs Estados Unidos.
  - Los Gringos Locos fueron descalificados por atacar continuamente al Zorro.
  - The Predator usó una cadena para atacar al Zorro.
- Konnan derrotó al Vampiro Canadiense en un Extreme Rules Match.
  - Konnan le aplicó un candado al cuello al Vampiro, ganó por medio de un K.O.
- Latin Lover, Octagon y La Parka derrotaron a El Cibernetico, Chessman y Fuerza Guerrera.
  - Latin Lover cubrió a Chessman después de que Poncho de Nigris le arrojara un vaso con refresco.
  - Poncho de Nigris intervino a favor de los técnicos.

## Comentaristas
- Arturo Rivera "El Rudo"
- Andrés Maroñas Escobar
- Jesús Zúñiga

- Datos: Q7843575